# Установка фракціонування Кайлаштіла
Установка фракціонування Кайлаштіла – розташоване на північному сході Бангладеш підприємство компанії  Rupantorito Prakritik Gas Company Ltd (RPGCL), яке здійснює випуск певних видів пального.
У першій половині 1990-х почалась розробка газового родовища Кайлаштіла, видобутий на якому конденсат спрямували до інших регіонів країни через конденсатопровід до Ашуганджу. Втім, вже у 1997-му в Кайлаштілі запустили завод компанії RPGCL, який переробляє конденсат та випускає бензин і дизельне пальне. Потужність цього підприємства становила 850 барелів конденсату на добу.
Через певний час установку підготовки родовища доповнили секцією, яка вилучає також суміш гомологів метану (зріджених вуглеводневих газів, ЗВГ). При цьому в 2007-му на заводі RPGCL у Кайлаштілі запустили установку фракціонування, яка проводить розділення суміші ЗВГ із випуском зрідженого нафтового газу (пропан-бутанова фракція) та бензину. Її потужність становить 850 барелів ЗВГ на добу, при цьому за рік тут випускають 5 тисяч тон зрідженого нафтового газу. Зазначена установка фракціонування стала першою та станом на початок 2020-х років єдиною в історії нафтогазової промисловості Бангладеш.